# Odbojka na OI 2016.
Odbojka na OI 2016. u Rio de Janeiru održana je od 6. do 21. kolovoza. Utakmice u dvoranskoj odbojci igrane su u dvorani Ginásio do Maracanãzinho, dok je turnir u odbojci na pijesku igran na Copacabani.

## Dvoranska odbojka

### Muški turnir
| Skupina A                                               | Skupina B                                             |
| ------------------------------------------------------- | ----------------------------------------------------- |
| - Italija - Brazil - Kanada - Francuska - SAD - Meksiko | - Argentina - Rusija - Poljska - Egipat - Iran - Kuba |

### Ženski turnir
| Skupina A                                                      | Skupina B                                                   |
| -------------------------------------------------------------- | ----------------------------------------------------------- |
| - Brazil - Rusija - Japan - Južna Koreja - Kamerun - Argentina | - NR Kina - Srbija - Nizozemska - SAD - Italija - Portoriko |

## Osvajači odličja
| Kategorija         | Zlato                         | Srebro                  | Bronca                        |
| Muškarci (dvorana) | Brazil                        | Italija                 | SAD                           |
| Žene (dvorana)     | NR Kina                       | Srbija                  | SAD                           |
| Muškarci (pijesak) | Alison – Bruno Schmidt Brazil | Lupo – Nicolai Italija  | Brouwer – Meeuwsen Nizozemska |
| Žene (pijesak)     | Ludwig – Walkenhorst Njemačka | Ágatha – Bárbara Brazil | Ross – Walsh Jennings SAD     |

## Vanjske poveznice
- Službene stranice OI Rio 2016. odbojka  Arhivirana inačica izvorne stranice od 30. studenoga 2016. (Wayback Machine)
- Federation Internationale de Volleyball službena stranica